# Virtual XI
Virtual XI — одинадцятий студійний альбом англійської групи Iron Maiden, який був випущений 23 березня 1998 року.

## Композиції
1. Futureal — 2:55
2. The Angel and the Gambler — 9:52
3. Lightning Strikes Twice — 4:50
4. The Clansman — 8:59
5. When Two Worlds Collide — 6:17
6. The Educated Fool — 6:44
7. Don't Look to the Eyes of a Stranger — 8:03
8. Como Estais Amigos — 5:30